# Liste des députés fédéraux canadiens - V
Cet article contient la liste des députés actuels et anciens à la Chambre des communes du Canada dont le nom commence par la lettre V.
En plus du prénom et du nom du député, la liste contient :
- le parti que le député représentait lors de son élection ;
- le comté et la province où il fut élu.

## Va
- William Berrian Vail, libéral, Digby, Nouvelle-Écosse
- Cyrille Émile Vaillancourt, nationaliste, Dorchester, Québec
- Georges-J. Valade, progressiste-conservateur, Sainte-Marie, Québec
- Bernard Valcourt, progressiste-conservateur, Madawaska—Victoria, Nouveau-Brunswick
- Tony Valeri, libéral, Lincoln, Ontario
- Pierre-Vincent Valin, conservateur, Montmorency, Québec
- John Vallance, libéral, Battleford Sud, Saskatchewan
- Roch-Pamphile Vallée, conservateur, Portneuf, Québec
- Roger Valley, libéral, Kenora, Ontario
- Philippe Valois, libéral, Argenteuil—Deux-Montagnes, Québec
- Walter Van de Walle, progressiste-conservateur, Pembina, Alberta
- Joseph Charles Van Horne, progressiste-conservateur, Restigouche—Madawaska, Nouveau-Brunswick
- David Van Kesteren, conservateur, Chatham-Kent—Essex, Ontario
- Peter Van Loan, conservateur, York—Simcoe, Ontario
- Fabien Vanasse, conservateur, Yamaska, Québec
- Lyle Vanclief, libéral, Prince Edward—Hastings, Ontario
- William John Vankoughnet, progressiste-conservateur, Hastings—Frontenac, Ontario
- Angela Vautour, Nouveau Parti démocratique, Beauséjour—Petitcodiac, Nouveau-Brunswick

## Ve - Vr
- Michel Veillette, libéral, Champlain, Québec
- Maurice Vellacott, réformiste, Wanuskewin, Saskatchewan
- Clarence Joseph Veniot, libéral, Gloucester, Nouveau-Brunswick
- Peter John Veniot, libéral, Gloucester, Nouveau-Brunswick
- Pierrette Venne, progressiste-conservateur, Saint-Hubert, Québec
- Josée Verner, conservateur, Louis-Saint-Laurent, Québec
- Harry Verran, libéral, South West Nova, Nouvelle-Écosse
- Alphonse Verville, travailliste, Maisonneuve, Québec
- Joseph-Achille Verville, libéral, Lotbinière, Québec
- Monique Vézina, progressiste-conservateur, Rimouski—Témiscouata, Québec
- Fernand Viau, libéral, Saint-Boniface, Manitoba
- Jacques Vien, progressiste-conservateur, Laurentides, Québec
- Thomas Vien, libéral, Lotbinière, Québec
- Georges Villeneuve, libéral, Roberval, Québec
- Osie F. Villeneuve, progressiste-conservateur, Glengarry—Prescott, Ontario
- Auguste Vincent, libéral, Longueuil, Québec
- Clément Vincent, progressiste-conservateur, Nicolet—Yamaska, Québec
- Pierre H. Vincent, progressiste-conservateur, Trois-Rivières, Québec
- Robert Vincent, Bloc québécois, Shefford, Québec
- Reginald Percy Vivian, progressiste-conservateur, Durham, Ontario
- Joe Volpe, libéral, Eglinton—Lawrence, Ontario
- Adam Edward Vrooman, conservateur, Victoria-Sud, Ontario